# Siphonalia pfefferi
Siphonalia pfefferi is een slakkensoort uit de familie van de Buccinidae. De wetenschappelijke naam van de soort is voor het eerst geldig gepubliceerd in 1900 door Sowerby I.